# Kazimierz III płocki
Kazimierz III płocki (ur. ok. 1449, zm. 9 czerwca 1480) – książę mazowiecki na Warszawie, Nurze, Łomży, Liwie, Ciechanowie, Wyszogrodzie i Zakroczymiu wspólnie z braćmi w latach 1454–1471, od 1462 w Płocku, Płońsku i Zawkrzu i Wiźnie, w wyniku podziału 1471 książę na Płocku, Wiźnie, Wyszogrodzie, Płońsku i Zawkrzu, od 1471 r. świecki (administrator), a w latach 1475–1480 kościelny biskup płocki, 1474 r. zrezygnował z Wyszogrodu, 1475 r. abdykował.
Kazimierz III był szóstym pod względem starszeństwa (uznając, że bracia – dwaj Bolesławowie i dwaj Januszowie zmarli w dzieciństwie byli od niego starsi) synem księcia warszawskiego Bolesława IV i Barbary Olelkówny.
Dosyć wcześnie bo już w 1454 r. Kazimierz wraz z braćmi został osierocony przez ojca. Rządy regencyjne aż do 1462 r. objęła matka książąt Barbara ruska wraz z biskupem płockim Pawłem Giżyckim.
W 1462 r. wiek uznawany za pełnoletni uzyskał najstarszy z braci Kazimierza – Konrad III, który dzięki pomocy krewnej Katarzyny Płockiej, jeszcze w tym samym roku zdołał przyłączyć do ojcowego dziedzictwa większość dzielnicy płockiej, bez jednak Rawy i Gostynina, które mimo oporu książąt mazowieckich zostały inkorporowane do korony polskiej.
Synowie Bolesława IV w niedziale pozostali aż do 3 kwietnia 1471, kiedy to w wyniku podziału ojcowizny Kazimierzowi III dostała się dzielnica z ziemiami: płocką, płońską, wiską, wyszogrodzką, oraz Zawkrze.
Pomimo objęcia władzy nad częścią Mazowsza Kazimierz III był przygotowywany do kariery duchownej. W tym też celu jeszcze w latach 60. udało mu się objąć stanowisko dziekana i kanonika katedry płockiej.
W 1471 r. w związku z wakatem na stanowisku biskupa płockiego po śmierci Ścibora z Gościeńczyc Kazimierz zgłosił swoją kandydaturę. Propozycji tej sprzeciwił się król Polski Kazimierz Jagiellończyk, który wolał na tym stanowisku uległego sobie Andrzeja Oporowskiego natenczas sekretarza królewskiego i archidiakona gnieźnieńskiego. Swojego własnego kandydata (Ścibora Bielskiego) wystawiła też kapituła katedralna. Ostatecznie jednak zdając sobie sprawę, że nie zdołają oni przeforsować swojego człowieka poparli kandydaturę Kazimierza. Sprawa została rozstrzygnięta w Rzymie, gdzie mimo energicznego działania posłów króla Polski papież pod wpływem cesarza Fryderyka III Habsburga (który po matce Cymbarce był krewnym książąt mazowieckich) poparł jednak Kazimierza III. Stało się to pomimo tego, że Kazimierz nie osiągnął wówczas wymaganego przepisami kanonicznymi wieku – trzydziestu lat. Spowodowało to, że w latach 1471–1475 r. książę był tylko świeckim administratorem biskupstwa, wymagane święcenia (na mocy dyspensy papieskiej też przed osiągnięciem trzydziestego roku życia) Kazimierz III uzyskał dopiero 10 września 1475 r., kiedy został uroczyście konsekrowany w kościele Pułtusku.
Zdobycie wymarzonego stolca biskupiego skłoniło Kazimierza do rezygnacji z otrzymanej po ojcu dzielnicy płockiej, którą przekazał braciom Konradowi (Wyszogród) i Januszowi II (resztę księstwa).
Książę nie zdołał się zapisać jako wybitny biskup. Zdobycie urzędu biskupiego kosztowało go duże sumy, które teraz usiłował zwrócić ze skarbca kościelnego, wzbudzając zrozumiałe opory kapituły. Sprawa trafiła nawet do papieża, który polecił odebrać Kazimierzowi zarząd finansami diecezji. Niedługo potem książę zmarł w wyniku zarazy 9 czerwca 1480 r. w Pułtusku, gdzie też został pochowany.